# Цветаев, Иван Владимирович
Ива́н Влади́мирович Цвета́ев (4 [16] мая 1847, Дроздово, Шуйский уезд, Владимирская губерния — 30 августа [12 сентября] 1913, Москва) — русский историк, специалист по античной археологии и филологии, один из важнейших московских гуманитариев времён контрреформ и Серебряного века, общественный деятель; отец сестёр Марины и Анастасии Цветаевых.
Член-корреспондент Петербургской академии наук (с 1904 года — по разряду классической филологии и археологии), профессор Московского университета (с 1877), тайный советник. Директор Румянцевского музея в Москве (в 1901–1910), инициатор учреждения и первый директор (с 1912) Музея изящных искусств имени императора Александра III при Московском университете (ныне Государственный музей изобразительных искусств имени А. С. Пушкина).

## Биография

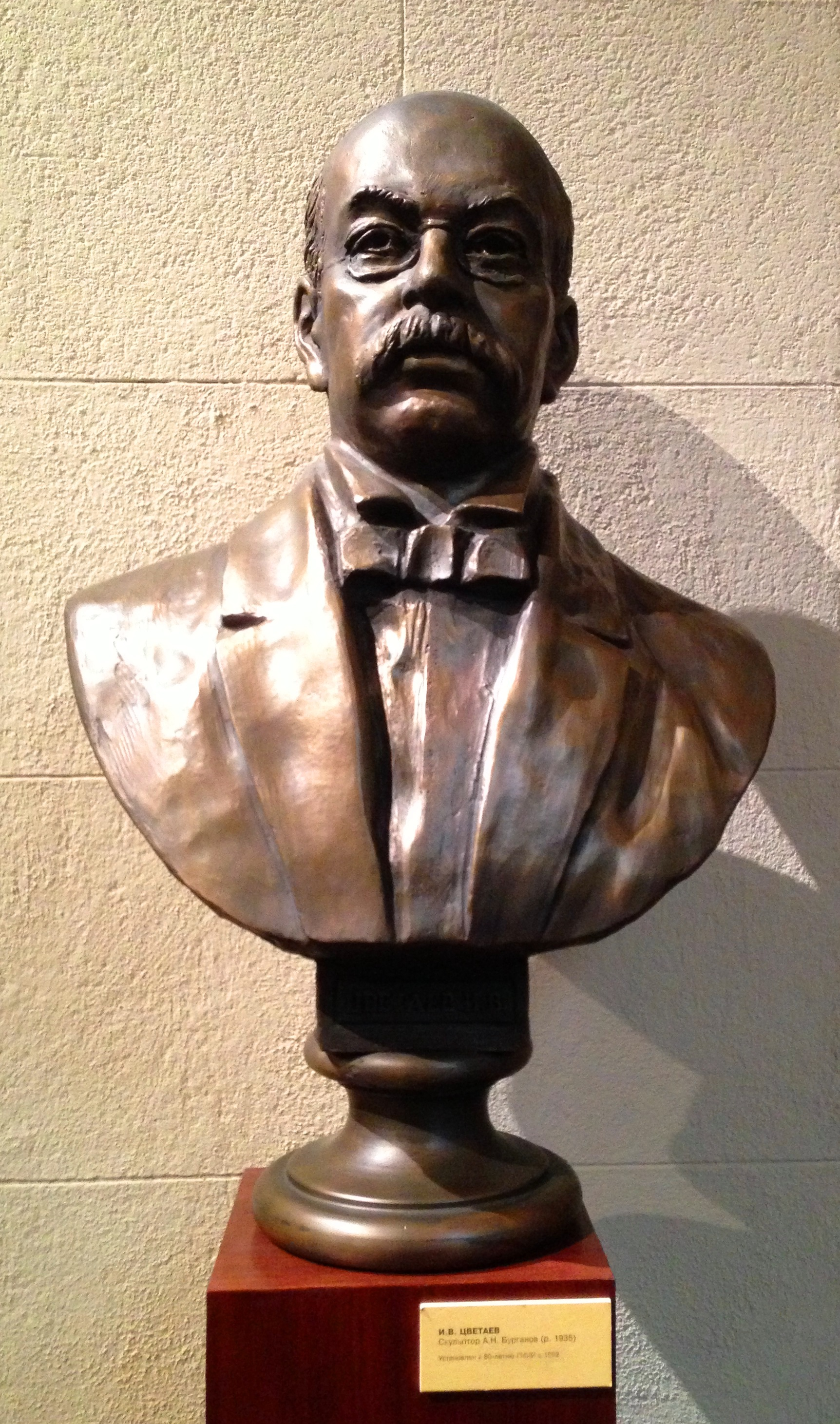
Бюст И. В. Цветаева работы А. Н. Бурганова, установленный в фойе ГМИИ им. А. С. Пушкина

Иван Цветаев родился в семье сельского священника Владимира Васильевича Цветаева (1818—1884) и его жены Екатерины Васильевны (1824—1859). Мать рано умерла, отец один воспитывал четверых сыновей, отправив их впоследствии по духовной линии. Иван учился шесть лет в Шуйском духовном училище, затем ещё шесть — во Владимирской духовной семинарии. После этого поступил в Медико-хирургическую академию, но по состоянию здоровья оставил её и перешёл в Императорский Санкт-Петербургский университет на классическое отделение историко-филологического факультета. Окончил университет в 1870 году со степенью кандидата. С 1871 года преподавал греческий язык в 3-й Санкт-Петербургской гимназии, а в 1872 году стал доцентом Варшавского университета, там же, в Варшаве, защитил магистерскую диссертацию — «Cornelii Taciti Germania. I. Опыт критического обозрения текста» (Варшава, 1873). В 1874 году отправился в зарубежную командировку в Италию для изучения древних италийских языков и письменности.
В 1876 году был зачислен доцентом Императорского университета св. Владимира в Киеве, но уже через год был приглашён в Московский университет для преподавания латинского языка на кафедре римской словесности.
Под влиянием жены — Варвары Дмитриевны Иловайской — охладевает к древней филологии и переходит «от древней литературы к античной вещи». С 1881 года Цветаев работал в Московском публичном и Румянцевском музеях.
С 1901 по 1910 год был директором Румянцевского музея. В 1910 после кражи в гравюрном отделении Румянцевского музея министр народного просвещения А. Н. Шварц передал обвинение Цветаева «в служебном нерадении» в уголовный суд Правительствующего сената. Вор был найден, обвинённого в халатности хранителя суд оправдал, но ревизии в музее продолжались. Ревизоры представили начальству не соответствующие действительности доклады. Министр отстранил Цветаева от должности. Однако обвинительные документы не убедили сенат, снятие Цветаева с должности и назначение судебного следствия не было поддержано. Цветаев написал и представил в сенат для своей защиты книгу «Московский публичный и Румянцевский Музеи. Спорные вопросы. Опыт самозащиты» (М.; Дрезден, 1910). Дело было прекращено.
В 1888 году был избран почётным членом Болонского университета. В 1889 году перешёл работать на кафедру истории и теории искусств Московского университета. Заслуженный профессор Московского университета (1898). Некоторое время плотно сотрудничал с журналом «Филологическое обозрение».
В 1894 году, на Первом съезде русских художников и любителей художеств, созванном по случаю дарения Москве картинной галереи братьев Третьяковых, Цветаев произнёс речь, в которой призвал к созданию нового музея изящных искусств в Москве. По инициативе профессора был объявлен конкурс на лучший проект музея. Победил в конкурсе проект Р. И. Клейна. В 1897 году он знакомится с миллионером Ю. С. Нечаевым-Мальцовым, который стал главным финансовым покровителем музея. В августе 1899 года состоялась торжественная закладка музея. 31 мая 1912 года Музей изящных искусств был открыт. «Наш гигантский младший брат», — называла его Марина Цветаева. Собственно, вначале это был музей античного искусства: вторая в России после Эрмитажа коллекция оригиналов и слепков греческой скульптуры, которые могли бы служить образцами для развития художественного вкуса. По воспоминаниям его дочери Марины Цветаевой, ряд из этих работ был выполнен в существующей до настоящего времени художественной мастерской в Шарлоттенбурге. Часть слепков из коллекции созданного им музея составляет основу Университетского музея РГГУ. Все годы строительства Музея Цветаев занимался им безвозмездно, не получая за это жалования. В командировки за экспонатами ездил на свои средства, а при покупках максимально экономил средства дарителей. Царская семья отметила труды Цветаева по созданию Музея изящных искусств присвоением звания почётного опекуна. Цветаев всего год прослужил директором музея, скончавшись от сердечного приступа.
Похоронен на Ваганьковском кладбище (14 уч.).

## Семья
Первый брак (1880—1890) — с Варварой Дмитриевной Иловайской (1858—1890), дочерью историка Дмитрия Иловайского. Дети от этого брака:
- Валерия Цветаева (1883—1966) — организатор, руководитель и один из педагогов Государственных курсов искусства движения (1920-е — 1930-е годы), на базе ВХУТЕМАС в Москве.
- Андрей Цветаев (19 апреля 1890 — 6 апреля 1933) — юрист по образованию, художник-декоратор, специалист по западноевропейской живописи и фарфору, знал не менее пяти языков. После кончины отца Андрей унаследовал дом в Трёхпрудном переулке. Умер в 42 года от туберкулёза, похоронен рядом с отцом на Ваганьковском кладбище[10][11][12].

Варвара Иловайская умерла через несколько дней после рождения сына.
Второй брак (1891—1906) — с Марией Александровной Мейн (1868—1906).
Дети:
- Марина Цветаева (1892—1941) — русская поэтесса, прозаик, переводчица, одна из самых самобытных поэтов Серебряного века.
- Анастасия Цветаева (1894—1993) — русская писательница.

## Память
- На фасаде Музея изобразительных искусств имени А. С. Пушкина в Москве установлена мемориальная доска в его честь.

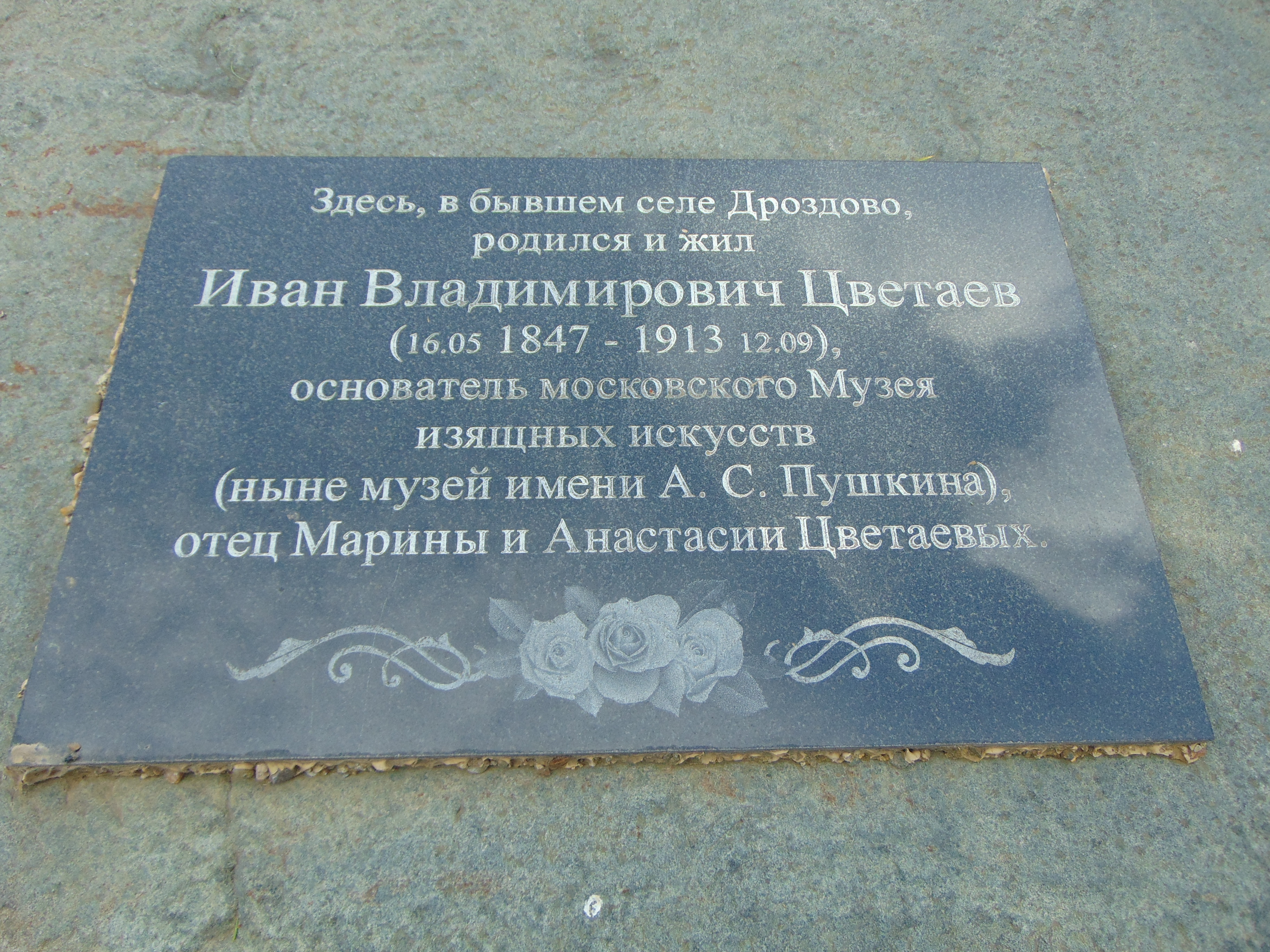
Мемориальная доска в Дроздово

- В Дроздово, на месте бывшего дома Цветаевых, установлена мемориальная плита.
- В городе Таруса (Калужская область), в доме, где некогда жила семья Цветаевых, создан музей. В городском парке Тарусы установлен памятник дочери ученого-искусствоведа — Марине Цветаевой. В 2010 году в городе также открыт памятный бюст самому Ивану Владимировичу.
- В честь И. В. Цветаева назван астероид (8332) Ivantsvetaev, открытый Л. Г. Карачкиной и Л. В. Журавлёвой в Крымской Астрофизической Обсерватории 14 октября 1982 г.

## Сочинения
Основные труды Ивана Цветаева посвящены античной филологии, изучению италийских языков, а также искусства, культурной и общественной жизни древних народов.
- Сборник осских надписей с очерком фонетики, морфологии и глоссарием, К., 1877;
- Путешествие по Италии в 1875 и 1880 гг. — Москва, 1883. — [2], II, 196, II с.
- Inscriptiones Italiae mediae dialecticae…, v. [1-2], Lipsiae, 1884-85;
- Inscriptiones Italiae inferioris dialecticae, Mosquae, 1886;
- Учебный атлас античного ваяния, в. 1-3, М., 1890—1894;
- «Комитет по устройству музея античного искусства в Москве» (М., 1893), «Художественный музей Московского университета» («Московские ведомости» и «Русские Ведомости», 1894);
- «Проект положения о комитете для устройства при Московском университете музея изящных искусств» (Москва, 1896);
- «Записка о музее изящных искусств» (М., 1898);
- Московский публичный и Румянцевский музеи : К открытию их 24 октября 1900 г. — Москва : Унив. тип., 1900. — 27 с.
- «Экспедиция Н. С. Нечаева-Мальцева на Урал» (М., 1900).
- Из жизни высших школ Римской империи. М., 1902.
- Дело бывших министра народного просвещения тайного советника А. Н. Шварца и директора Румянцевского музея тайного советника И. В. Цветаева, заслуженных профессоров Императорского Московского университета. В дополнение к книге проф. И. Цветаева: «Московский публичный и Румянцевский музеи. Спорные вопросы. Опыт самозащиты». — Лейпциг, 1911. — 28 с.